# Militärflugplatz Oedheim

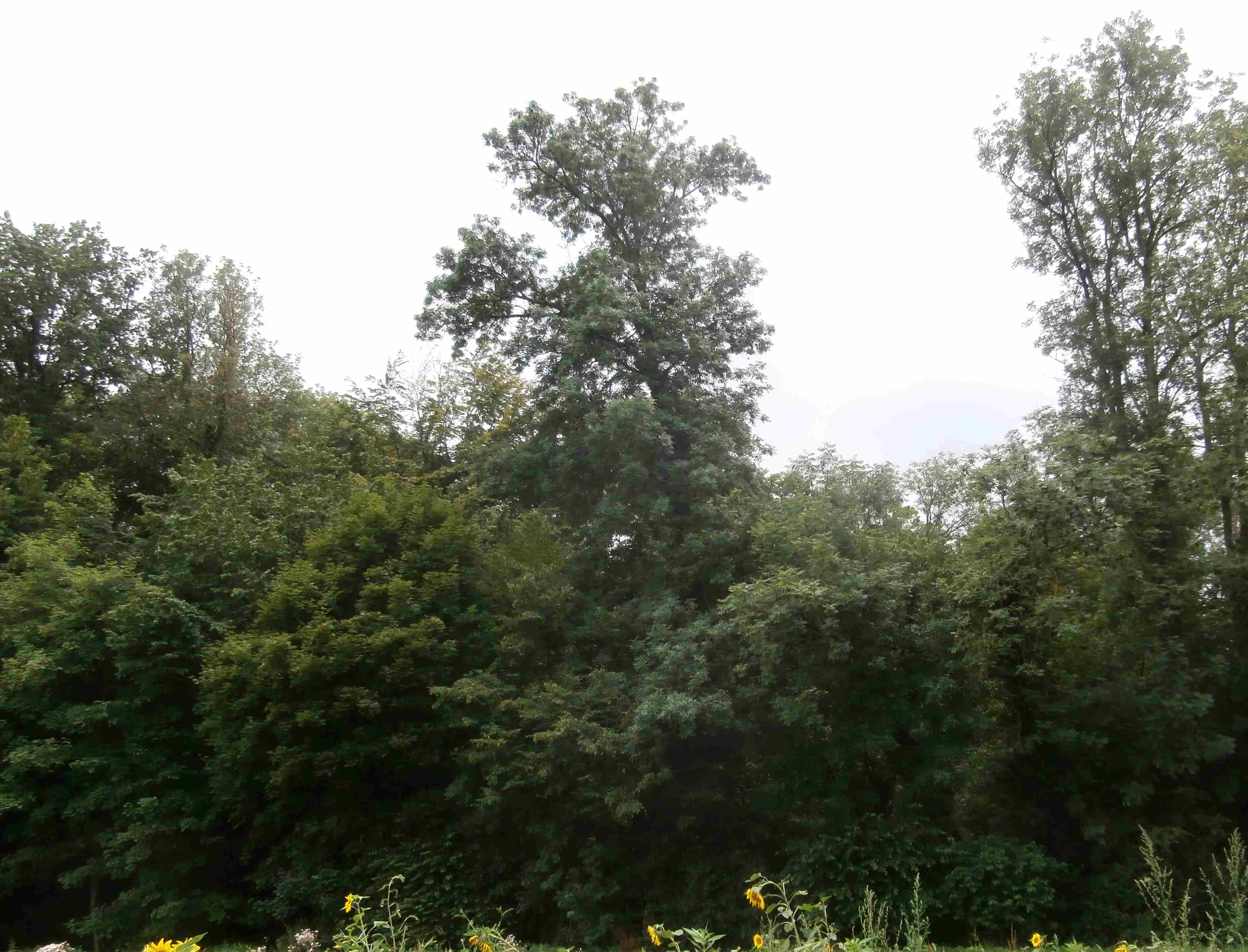
Forst "Aspenloch"

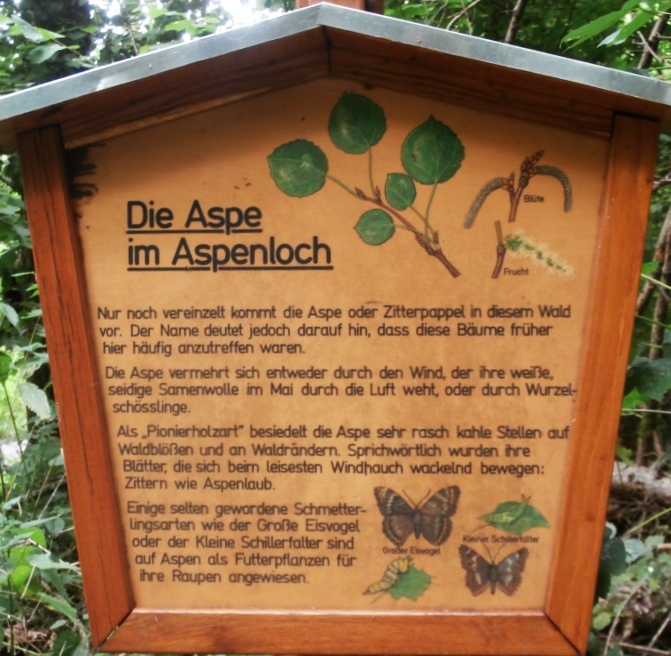
Aspenloch

Der Militärflugplatz Oedheim war ein Fliegerhorst des Zweiten Weltkriegs, der sich von 1938 bis 1945 südlich von Oedheim befand.

## Lage
Die Start- und Landebahn des 75 ha umfassenden Flugplatzes verlief südlich der heutigen Landesstraße 1088 (Bad Friedrichshall-Kochendorf–Öhringen) ungefähr in Ost-West-Richtung. Durch die Lage oberhalb des Neckar- und des Kochertals stand hier eine geeignete Ebene zur Verfügung. Über einen Abzweig von der Unteren Kochertalbahn am heutigen Hirschfeldpark war die Anlage an das Eisenbahnnetz angeschlossen. Der am südöstlichen Rand gelegene Forst „Aspenloch“ diente als Versteck für die Munitionsbunker.

## Geschichte

### 1937 bis 1945

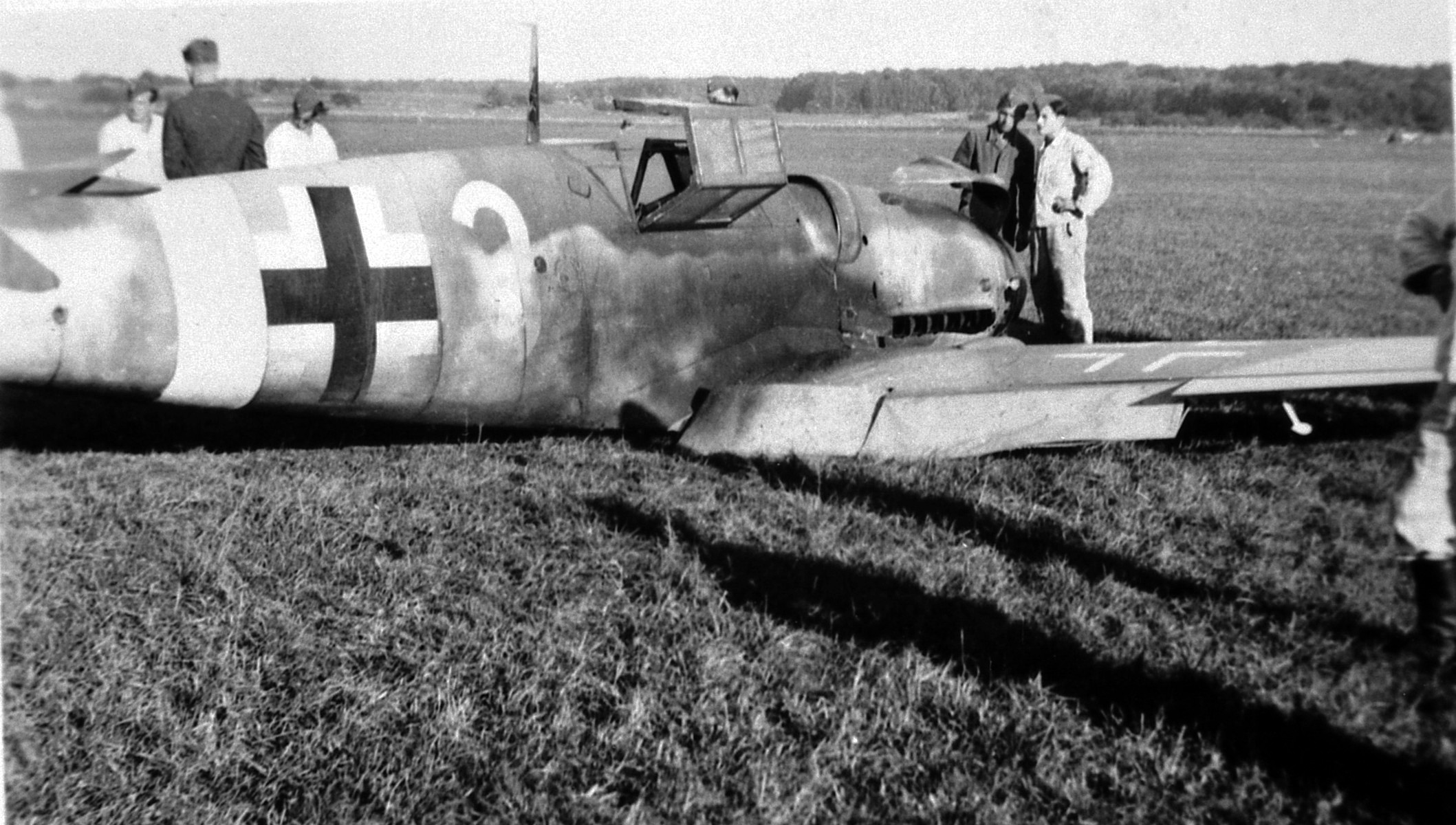
Flugplatz Oedheim, bauchgelandete Messerschmitt Bf 109 G-6, 1943

Im Rahmen des Vierjahresplans richtete die Luftwaffe von 1937 bis 1938 den Militärflugplatz Oedheim ein, um für einen möglichen Angriff gegen Frankreich gerüstet zu sein. Den benötigten Grund pachtete das Reich, dabei handelte es sich um 520 verschiedene als Äcker oder Obstwiesen genutzte Flurstücke, die 302 verschiedenen Eigentümern gehörten. Nur die 1,2 ha große Fläche für das Hauptgebäude wurde käuflich erworben.
Im Schatten des sich anbahnenden Zweiten Weltkriegs wurde der Flugplatz ab August 1939 mit 800 Soldaten und 40 Jagdflugzeugen belegt. Während des Feldzugs gegen Frankreich flog eine Staffel von 16 Flugzeugen täglich drei Einsätze in westliche Richtung. Ab 1943 wurde der Flugplatz selbst regelmäßiges Ziel alliierter Luftangriffe, die am 20. Januar 1945 zwei Todesopfer forderten.
Als die Kriegsfront Ende März 1945 an das Unterland heranrückte, setzten sich die Einheiten nach Nürnberg ab. Treibstofftanks, Munitionsbunker und andere Anlagen sprengte die Luftwaffe vor ihrem Abzug.
Die folgende Tabelle zeigt eine Auflistung ausgesuchter fliegender aktiver Einheiten (ohne Schul- und Ergänzungsverbände) der Luftwaffe der Wehrmacht die hier zwischen 1939 und 1945 stationiert waren.
| Von          | Bis          | Einheit                                        | Ausrüstung            |
| ------------ | ------------ | ---------------------------------------------- | --------------------- |
| Oktober 1939 | Oktober 1939 | I./JG 77 (I. Gruppe des Jagdgeschwaders 77)    | Messerschmitt Bf 109E |
| Mai 1940     | Mai 1940     | II./KG 53 (II. Gruppe des Kampfgeschwaders 53) | Heinkel He 111H       |
| Juni 1940    | Juni 1940    | II./KG 55                                      | Heinkel He 111P       |

### 1945 bis heute
Nach dem Krieg wurden in den Gebäuden provisorisch Heimatvertriebenen-Familien untergebracht. Die US-Besatzung bewachte in einem Teil des Geländes einen Flugzeug-Friedhof abgeschossener alliierter Maschinen, die hier ihrer Verschrottung harrten. Der Bahndamm zum Flugplatz-Gelände wurde 1955 abgetragen.
Gleich nach 1945 bemühte sich die Gemeinde Oedheim, das Gelände möglichst schnell an die Eigentümer zurückzugeben und als Ackerland nutzbar zu machen. Dazu verfüllte man die vorhandenen Bombentrichter mit Trümmern und deckte sie mit Erde ab. Da die alten Grundstücksgrenzen nicht mehr erkennbar waren, legte die Gemeinde provisorisch neue fest. Eine kommunale treuhänderische „Flugplatz-Abwicklungskasse“ legte die Pacht zwischen Nutzern und Eigentümern um. Sollte dieser Zustand zunächst eine Übergangslösung darstellen, entwickelte er sich zu einem Dauerprovisorium, das bis zu einer Flurbereinigung Mitte der 1980er Jahre andauerte: Grund waren Pläne zur Errichtung einer Fabrik und später in den 1970er Jahren Überlegungen, eine Erdölraffinerie zwischen Oedheim und Neuenstadt am Kocher anzusiedeln.
Hügel und Betontrümmer der gesprengten Bunkeranlagen können heute noch entlang des Dohläckerwegs im „Erholungswald Aspenloch und Lohwald“ ausfindig gemacht werden. Darüber hinaus erinnern keine Spuren mehr an den ehemaligen Fliegerhorst.